# Guinea en los Juegos Olímpicos de París 2024
Guinea estuvo representada en los Juegos Olímpicos de París 2024 por un total de 24 deportistas, 19 hombres y cinco mujeres, que compitieron en cinco deportes.
Los portadores de la bandera en la ceremonia de apertura fueron el futbolista Naby Keïta y la arquera Fatoumata Sylla. El equipo olímpico guineano no obtuvo ninguna medalla en estos Juegos.